# هوليوود هايتس
هوليوود هايتس ((بالإنجليزية: Hollywood Heights)‏) مسلسل دراما تلفزيوني أمريكي، عرضته كل من نيك آت نايت وتين نيك من 18 يونيو إلى 5 أكتوبر 2012. المسلسل مقتبس من مسلسل تيلينوفيلا مكسيكي يدعى "للوصول إلى النجومية"، ويتتبع العمل طموح المغنية وكاتبة الأغاني لورين تيت (بريتاني أندروود)، والتتي تتغير حياتها إلى الأبد عندما تتواصل مع نجمها المعبود مغني الروك إيدي ديرن (كودي لونغو).
مسلسل هوليوود هايتس أنتجته الرابحة بجائزة إيمي 6 مرات "جيل فارن فيلبس"، وشارك في الإنتاج كل من هشام عابد وجوش جريفيث، والذي كان أيضًا كاتب المسلسل.
المسلسل الذي أطلق في مايو في 2012، كان بإنتاج مشترك ما بين سوني بيكتشرز تيليفجن التابعة لسوني بيكتشرز إنترتينمنت، والشركة المكسيكية تيليفيزا المالكة لحقوق المسلسل الأصلي.

## القصة
لورين تيت وهي طالبة بمدرسة ثانوية تحلم بأن تصبّح مغنية مؤلفة وأن تفعل ذلك لنجم الروك المثير المفضّل لديها، إيدي دران. في الوقت نفسه، إيدي ليس سعيد بالإتجاه الذي اتخذه في مسيرته المهنية، التي تهتم بالأمور السطحية بدلاً من الموسيقا ذات الإحساس. لكن مع وجود كل من الأم العازبة نورا، والصديقة الوفيّة ساسي، اللتان يقومان بدفع لورين لتحقيق حلمها، تدخل لورين إلى مسابقة إدي وتربح مسابقة تأليف الأغاني.

## الممثلين
- بريتاني أندروود
- كودي لونغو
- ميليسا رودواي
- جاستن ويلشنسكي
- اشلي هوليداي
- كارلوس بونسي

## روابط خارجية
- هوليوود هايتس على موقع IMDb (الإنجليزية)
- هوليوود هايتس على موقع ميتاكريتيك (الإنجليزية)
- هوليوود هايتس على موقع كينوبويسك (الروسية)
- هوليوود هايتس على موقع ألو سيني (الفرنسية)
- هوليوود هايتس على موقع قاعدة بيانات الفيلم (الإنجليزية)